# Diego Tristán
Diego Tristán Herrera (La Algaba, 5 de janeiro de 1976) é um ex-futebolista espanhol que atuava como atacante. 
Em seu auge, Tristán foi considerado um dos melhores atacantes da Europa, apresentando um "vasto leque" de competências: drible, precisão no chute e bom jogo aéreo. Ele é mais conhecido pela sua passagem no Deportivo La Coruña.

## Carreira

### Mallorca
Tristán veio através de equipes jovens do Betis e do Mallorca B, para conseguir sua formação desportiva. Depois de uma temporada na Segunda Divisão, ele fez sua estreia na Primeira Divisão Espanhola na temporada 1999–2000, contra o Numancia, no dia 12 de setembro de 1999. Terminou sua primeira temporada voando alto, com 18 gols.

### La Coruña
Depois de quase se transferir para o Real Madrid durante o verão de 2000, Tristán juntou-se ao clube galego Deportivo La Coruña, formando uma parceria ofensiva temida com o holandês Roy Makaay.
Como Makaay foi o titular durante a temporada 2000–01, Tristán ameaçou sair do La Coruña, mas desistiu e acabou fazendo um arranque pacífico durante a temporada seguinte e respondeu à rede com 21 gols. Ele acrescentou seis na Liga dos Campeões e cinco no Campeonato Espanhol, totalizando 32 gols. Isto inclui um "hat-trick" contra o Mallorca (5 a 0, vitória em casa), no dia 7 de abril de 2002.
Posteriormente, Tristán machucou o tornozelo direito, perdendo novamente o credibilitade para Makaay, que até ganhou a Bota de Ouro da UEFA por suas performances. Tristán não conseguia se adaptar ao seu papel secundário, mas ainda assim marcou 19 gols durante essa época.
Quando Makaay deixou o Deportivo, em junho de 2003, para o Bayern de Munique, Tristán recuperou a forma e confiança. Na temporada 2003–04, ele jogou apenas 10 partidas completas e foi retirado em 20. As 18 aparições como substituto o fizeram perder apenas oito das 56 partidas, fazendo só 13 gols (oito no campeonato, dois na Taça domésticos e três na Liga dos Campeões).
No total, Tristán marcou 87 gols com a camisa do Deportivo em quatro temporadas, deixando o clube em julho de 2006, em meio a acusações de não viver como um atleta profissional.

### Mallorca
Após o interesse de vários clubes na Espanha e no exterior, incluindo o Bolton, Tristán concordou em voltar ao Mallorca após um hiato de seis anos, mas foi liberado em 31 de janeiro de 2007, devido à falta de aptidão, forma e objetivos.

### Livorno
Ele assinou um contrato de um ano com o Livorno, da Serie A, em julho de 2007. O time procurava por um substituto para Cristiano Lucarelli, que assinou com o Shakhtar Donetsk, mas Tristán não conseguiu impressionar com a equipe de Toscana, marcando apenas uma vez durante a temporada, na qual vez, eventualmente, o Livorno caiu para a segunda divisão.

### West Ham
No dia 30 de setembro de 2008, foi confirmado que Tristán estava negociando com o West Ham United. Já no dia 14 de outubro, ele assinou um contrato com a equipe. Ele fez sua estreia no dia 8 de dezembro, saindo do banco de reservas e entrando aos 83 minutos, na derrota em casa de 2 a 0 para o Tottenham. Ele marcou seu primeiro gol pelo clube em uma vitória em casa por 2 a 1 sobre o Stoke City, no dia 28 de dezembro, também vindo do banco.

### Cádiz
No dia 24 de julho de 2009, Tristán se juntou ao Cádiz CF na Segunda Divisão Espanhola, após ter sido liberado pelo West Ham no final da temporada. Ele retornou à Andaluzia, sua cidade natal, após 14 anos.

## Seleção Nacional
No dia 2 de junho de 2001, Tristán, em razão do seu ótimo desempenho no La Coruña, ganhou uma chance de jogar na Espanha, marcando em uma vitória de 4 a 1, em casa, contra a Bósnia e Herzegovina, em 2002, nas eliminatórias da Copa do Mundo, em Oviedo.
Durante o verão seguinte, ele foi convocado para a Copa do Mundo, vestindo a camisa 10. Machucado durante o torneio, ele apareceu com moderação na competição e não conseguiu encontrar as redes para marcar.
Posteriormente Tristán marcou em um jogo amistoso, numa vitória por 3 a 0 contra Portugal, no dia 6 de setembro de 2003.

## Títulos

#### Deportivo La Coruña
- Supercopa da Espanha: 2000 e 2002
- Copa do Rei da Espanha: 2002

### Prêmios individuais

#### Deportivo La Coruña
- Artilheiro do Campeonato Espanhol de 2000–01 (Troféu Pichichi): 21 gols